# Zamboanga del Sur
Zamboanga là một tỉnh của Philippines thuộc vùng Bán đảo Zamboanga trên đảo Mindanao. Thành phố Pagadian là thỉnh lị và cũng là trung tâm của vùng này. Tỉnh giáp với Zamboanga del Norte ở phía bắc, Zamboanga Sibugay ở phía tây, Misamis Occidental ở phía đông bắc và Lanao del Norte ở phía đông, phía nam là vịnh Moro

## Địa lý
Zamboanga del Sur nằm ở vết cắt phía nam của bán đảo Zamboanga ở phía tây đảo Mindanao. Trải dài về phía bắc từ Sibugay ở phía tây nam và chạy dọc theo ranh giới tới Thung lũng Salug ở phía dông là vùng đồng quê đồi núi của tỉnh Đồng bắng ven biển trải đều từ phía nam sang phía tây sau đó tạo thành các đồng bằng rộng lớn ở bán đảo Baganian phía tây nam. Tỉnh có lượng mưa trung bình hàng năm từ 1.599-3.500 mm. Nhiệt độ khá ấm áp và dao động quanh năm từ 22-35˚C. Con sông dài nhất vùng, sông Sibugay chảy từ các vùng đồi núi của tỉnh xuống vịnh Sibugay ở tỉnh Zamboanga Sibugay lân cận.

## Lịch sử
Cái tên Zamboanga xuất phát từ tiếng Mã Lai "Jambangan", có nghĩa là chậu hoa hoặc chỗ của hoa. Các cư dân bản địa sinh sống ở bán đảo Zamboanga là người Subanen, họ sống dọc theo các con sông. Những người nhập cư sau đó là những người Hôi giáo từ các tỉnh lân cận. Người Maguindanaoan và người Kalibugan là nông dân còn người Tausug, Samal và Badjao là ngư dân; người Maranao làm nghề buôn bán và thợ thủ công. Thảm dệt do những người định cư Hồi giáo chiếm lĩnh.
Trong lịch sử Zamboanga là một phần của tỉnh Moro, gồm có năm quận: Cotabato, Davao, Sulu, Lanao và Zamboanga. Năm 1940 các quận này trở thành các tỉnh riêng biệt. thành phố Zamboanga trở thành tỉnh lị của tỉnh Zamboanga. Không lâu sau khi kết thúc Chiến tranh thế giới thứ 2, tỉnh lị chuyển về Dipolog. Molave trở thành tỉnh lị năm 1948
Zamboanga del Sur được tạo thành từ tỉnh Zamboanga cũ ngày 17/09/1952 và là tỉnh thứ 52 của Philippines. Tỉnh lúc đó có 11 đô thị, sau đó được chia thành 42 đô thị tự trị và một thành phố tỉnh lị là Pagadian.Năm 2001, Zamboanga del Sur cắt một phần lãnh thổ để thành lập tỉnh Zamboanga Sibugay

## Nhân khẩu
Theo thống kê năm 2000, tổng dân số của tỉnh là 836.147, là tỉnh đông dân thứ 6 trong cả nước. Ngôn ngữ chính trong tỉnh là tiếng Cebuano (72,47% dân số). Ngoài ra còn có các thứ tiếng khác như Zamboangueño/Chavacano, Tagalog, Subanen, Ilonggo, Maguindanao, Iranun, Boholano, và Ilocano.

## Kinh tế
Nền kinh tế của tỉnh chủ yếu phụ thuộc vào nông nghiệp, các sản phẩm chính là dầu dừa, gia súc, lúa gạo, trái cây. Ngoài ra cũng có ngành khai mỏ.

## Hành chính
Tỉnh gồm 1 thành phố tỉnh lỵ và 26 đô thị tự trị, được chia tiếp thành 681 barangay (tương đương cấp phường/xã)
| - Aurora - Bayog - Dimataling - Dinas - Dumalinao - Dumigag - Guipos - Josefina - Kumalarang - Labangan - Lakewood - Lapuyan - Mahayag | - Margosatubig - Midsalip - Molave - Pitogo - Ramon Magsaysay - San Miguel - San Pablo - Sominot - Tabina - Tambulig - Tigbao - Tukuran - Vincenzo A. Sagun |